# Lantos-Léderer Ferenc
Lantos-Léderer Ferenc (Nagyvárad, 1891. március 31. – Temesvár, 1934. december 17.) erdélyi magyar újságíró, szerkesztő.

## Életútja
Középiskolát szülővárosában végzett. Első írásai a Pásztortűzben s a nagyváradi újságokban jelentek meg. Aradon az Erdélyi Hírlap szerkesztőségében dolgozott, majd a Reggel c. lap temesvári munkatársa lett. Dolgozott a Franyó Zoltán szerkesztette 6 Órai Újságnál is. Kiadta és szerkesztette a Fórum című kőnyomatos közgazdasági lapot. Hamis világ című füzete évjelzés nélkül jelent meg Temesvárt.